# Droga wojewódzka nr 797
Droga wojewódzka nr 797 (DW797) – droga wojewódzka klasy Z o długości 2 km, leżąca na obszarze województwa mazowieckiego. Trasa ta łączy Celestynów z Regutem oraz DK50 – tranzytową obwodnicą Warszawy. Droga w całości leży na terenie powiatu otwockiego (gminy: Celestynów). W latach 1986–2000 istniała jako droga wojewódzka nr 01219.

## Miejscowości leżące przy trasie DW797
- Celestynów
- Regut (DK50)